# 石蜘蛛
石蜘蛛（学名：Pinellia integrifolia）是天南星科半夏属的植物。其种加词“integrifolia”意为“全缘叶的”。中国特有植物。分布在中国大陆的重庆、湖北、四川等地，生长于海拔200米至1,000米的地区，多生长于山坡林中、石上或溪边潮湿地，目前尚未由人工引种栽培。

## 别名
一面锣、白铃子（四川叙永）